# از قلب من
از قلب من آلبومی متفاوت از لیلا فروهر در سبک فیوژن که در ۱۰ مارس ۲۰۱۲ از شرکت ترانه منتشر شد.
«از قلب من» اثری بسیار زیبا و ماندگار از لیلا فروهر است که با تحولی عظیم در سبک هنری خود منتشر کرد و با استقبال بی‌نظیر مردم و هوادارانش مواجه شد.
لیلا فروهر پس از سال‌ها اجرای ترانه‌های پاپ در مضمون عاشقانه، اجتماعی، سیاسی در سال ۲۰۰۰ تصمیم به ارائهٔ آلبومی سنتی می‌گیرد ولی به دلایلی این پروژه را به تعویق می‌اندازد. تا اینکه پس از ۱۰ سال با گروه رومی آشنا می‌شود که موسیقی دلنشینی بر روی اشعار بزرگان ادبیات ایران گذاشته و با آمیختن سازهای غربی و شرقی سبک تلفیق را ارائه می‌کند و پس از ۳-۲ سال آلبوم به مرحلهٔ نهایی رسیده و در سال ۲۰۱۲ از طریق کمپانی ترانه منتشر می‌شود.
شهره آغداشلو چهره سرشناس سینمای ایران نیز در این آلبوم همکاری کرد و دکلمه‌های ترانه‌ها را به زبان انگلیسی برعهده گرفت که سبب هرچه متفاوت‌تر شدن آلبوم گردید.
انتشار این آلبوم، باعث درخشش بیشتر لیلا و آثارش و نیز تلالوی صدای دلنشینش و تحکیم موقعیت او در زمینه هنر موسیقی شد.
لیلا چون این سبک از موسیقی را بسیار دوست داشت و به گفتهٔ خودش چون این کار را برای دل خود انجام داده بود نام این آلبوم را «از قلب من» گذاشت.

## مشخصات آلبوم

### ترانه‌ها
| شماره | نام            | سراینده                 | آهنگساز        | تنظیم     | مدت  |
| ----- | -------------- | ----------------------- | -------------- | --------- | ---- |
| ۱.    | «باز آمدم»     | مولانا                  | گروه رومی      | گروه رومی | ۵:۱۳ |
| ۲.    | «آواز (امشب)»  | حافظ                    | گروه رومی      | گروه رومی | ۱:۱۵ |
| ۳.    | «طوفان»        | سیمین بهبهانی           | گروه رومی      | گروه رومی | ۵:۲۳ |
| ۴.    | «فریاد»        | رهی معیری               | گروه رومی      | گروه رومی | ۵:۵۶ |
| ۵.    | «واران وارانه» | سنتی کُردی               | موسیقی فولکلور | گروه رومی | ۲:۱۵ |
| ۶.    | «کابوکی»       | سنتی کُردی               | موسیقی فولکلور | گروه رومی | ۲:۴۴ |
| ۷.    | «آرزوی عاشقان» | مولانا                  | گروه رومی      | گروه رومی | ۱:۴۲ |
| ۸.    | «نیایش»        | فخرالدین عراقی          | گروه رومی      | گروه رومی | ۴:۳۸ |
| ۹.    | «ریتم صلح»     | حافظ                    | گروه رومی      | گروه رومی | ۲:۵۴ |
| ۱۰.   | «پرواز»        | فریدون مشیری            | گروه رومی      | گروه رومی | ۵:۱۲ |
| ۱۱.   | «گیان گیان»    | سنتی کُردی               | موسیقی فولکلور | گروه رومی | ۳:۵۴ |
| ۱۲.   | «سرزمینم»      | هیلا صدیقی و هومن ذکایی | گروه رومی      | گروه رومی | ۴:۴۵ |
| ۱۳.   | «نوروز»        | سعدی و هومن ذکایی       | گروه رومی      | گروه رومی | ۴:۱۴ |

## موزیک ویدیوها
- باز آمدم به کارگردانی سعید خوزه[۳]
- نوروز به کارگردانی راوی [۴]
- فریاد به کارگردانی سیروس کردونی [۵]
- آواز (امشب) و طوفان به کارگردانی کوجی زادوری
- سرزمینم (کنسرت هشتم سپتامبر ۲۰۱۲)